# Người Hoa (Việt Nam)
Người Hoa (phồn thể: 華人; giản thể: 华人; Hán-Việt: Hoa nhân; bính âm: Huárén; Việt bính: waa4jan4) là một dân tộc có nguồn gốc từ Trung Quốc và được công nhận là một trong 54 dân tộc của Việt Nam. Các tên gọi khác của họ là người Minh, người Minh Hương, người Thanh, Khách nhân, họ cũng được gọi là người Đường (tiếng Trung: 唐人; Hán-Việt: Đường nhân; bính âm: Tángrén; Việt bính: Tong4jan4), dân tộc Hoa (giản thể: 华族; phồn thể: 華族; Hán-Việt: Hoa tộc; bính âm: Huázú; Việt bính: Waa4zuk6).
Dân tộc Hoa cùng với dân tộc Ngái và Sán Dìu đều được xếp vào nhóm ngôn ngữ Hán. Thông thường, người Hoa ở Việt Nam được gọi là người Việt gốc Hoa để tránh trường hợp gây tranh cãi về thuật ngữ và thái độ kỳ thị. Người Hoa không gồm người Hán có quốc tịch Trung Quốc đang sống ở Việt Nam.
Dân tộc Hoa có dân số 749.466 người theo Điều tra dân số chính thức của Chính phủ Việt Nam năm 2019, chiếm 0,78% dân số Việt Nam.

## Tên gọi

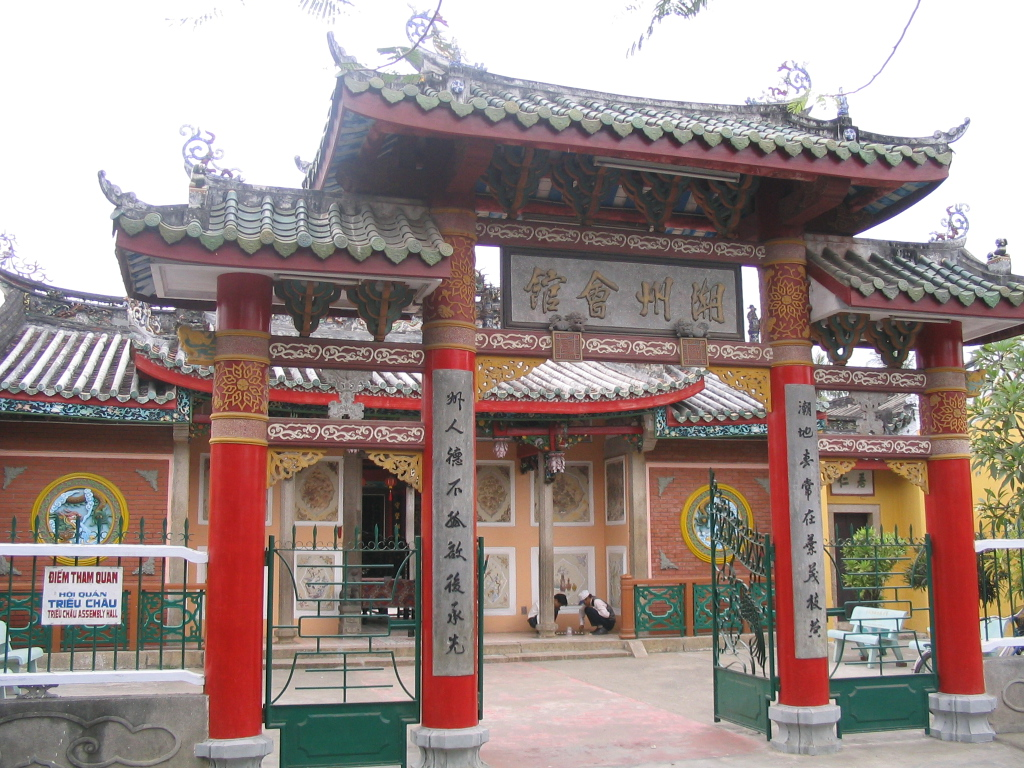
Hội quán Triều Châu, Hội An.

Những người Hoa có nguồn gốc từ Hán Trung Quốc đã qua lại để làm ăn, sinh sống, và hòa nhập với người Việt (người Kinh) bản địa ở Việt Nam vốn từ lâu đời, tùy theo từng các thời kỳ lịch sử, hoàn cảnh tiếp xúc hoặc nguyên nhân di cư mà người Trung Quốc đã tự xưng về tên dân tộc của mình khác nhau. Người Trung Quốc thường tự gọi mình là dân của các triều đại mà họ cho rằng văn minh, tự hào hoặc cho rằng nó phổ biến và được người bản xứ biết rõ, hoặc đã biết từ lâu như "người Đường" ("tong4 jan4", Thoòng dzằn), "người Thanh", "người Bắc" (quốc). Người Hoa còn tự gọi họ theo quê quán: người Quảng Đông (Quảng Đông), người Tiều (Triều Châu), người Khách Gia, người Hải Nam (Hải Nam), người Phúc Kiến (Phúc Kiến)... Người Việt còn có lệ gọi người Hoa là "người Ngô". Lệ này bắt nguồn từ lịch sử thời Xuân Thu có "nước Ngô" và "nước Việt", bản thân đây là 2 quốc gia phi Hán nhưng sau thì vùng này đã bị Hán hóa hoàn toàn từ phương Bắc. Điển hình là bản Bình Ngô đại cáo của Nguyễn Trãi vào thế kỷ XV sau khi Bình Định Vương Lê Lợi đuổi được giặc nhà Minh, do nhà Minh có tiền thân tự xưng là "Ngô".
Từ phổ thông người Việt hay dùng để gọi người Hoa là "người Tàu"; "chệt"; từ "cắc chú", đọc trại từ chữ "khách trú" vì lúc đấy người Hoa không được nhìn nhận là cư dân mà chỉ là dân ở trú mà thôi. Bản báo sau đây đưa ra nguồn gốc khác cho "cắc chú" nhưng không có cơ sở:
Theo Gia Định báo, đăng trong số 5, năm thứ 6, phát hành ngày 16 tháng 2 năm 1870: phần tạp vụ (một bài thuộc vào loại phiếm luận ngày nay)
Người bên Tàu thường gọi là người Trung-Quốc nghĩa là nước ở giữa vì thuở xưa bên ấy có 18 nước chư hầu; chỗ Kinh thành Hoàng-đế ở lại vô ở giữa các nước chư hầu nên gọi là Trung Quốc. Người bên Tàu thường kêu mình là Đường-nhơn hay Thanh-nhơn, nghĩa là người nhà Đường nhà Thanh. An-nam ta kêu là Tàu, người bên Tàu, là vì khách thường đi tàu qua đây, lại dùng tàu chở đồ hàng hóa qua đây buôn bán; nên kêu là Tàu, hàng Tàu, đồ Tàu v.v...
Người Bắc thì kêu là Ngô, nghĩa là nước Ngô, có kẻ lại cắt nghĩa rằng vì bởi nó hay xưng mình là Ngô nghĩa là tôi. Từ này không còn phổ biến nữa.
Kêu Các-chú là bởi người Minh-hương mà ra; mẹ An-nam cha Khách nên nhìn người Tàu là anh em, bằng không thì cũng là người đồng châu với cha mình, nên mới kêu là Các-chú nghĩa là anh em với cha mình. Sau lần lần người ta bắt chước mà kêu bậy theo làm vậy.
Còn kêu là Chệc là tại tiếng Triều Châu kêu tâng Chệc nghĩa là chú. Người bên Tàu hay giữ phép, cũng như An-nam ta, thấy người ta tuổi đáng cậu, cô, chú, bác thì kêu tâng là chú là cậu vân vân. Người An-nam ta nghe vậy vịn theo mà kêu các ảnh là Chệc.. Nay không còn phổ biến nữa. 
Từ Ba Tàu có cách giải thích như sau: Ba có nghĩa là 3 vùng đất mà chúa Nguyễn cho phép người Hoa làm ăn và sinh sống: vùng Cù lao Phố (Đồng Nai), Chợ Lớn (Sài Gòn), Hà Tiên; từ Tàu bắt nguồn từ phương tiện đi lại của người Hoa khi sang An Nam. Còn có cách giải thích khác: Người Việt thường xưng hô theo thứ tự như anh Hai (con cả) anh Ba (con thứ)... Vì lý do đó mà người Tàu thường lễ phép gọi thân mật người Việt đang làm ở các cơ quan Pháp thời đó là anh Hai (cậu Hai) và xem mình là em (anh Ba).
Người Hoa Việt Nam thường tự gọi mình là Đường nhân 唐人 (Tong4 jan4 theo tiếng Quảng Đông, Deung7 nang5 theo tiếng Triều Châu, Tángrén theo tiếng Phổ Thông).
Một danh từ để chỉ người Trung Quốc được chấp nhận và sử dụng phổ biến trên khắp thế giới là "người Hoa" (華人).
Nếu xếp theo phân loại của Cộng hòa Nhân dân Trung Hoa thì người Hoa là người Hán.

## Lịch sử

### Trước năm 1945

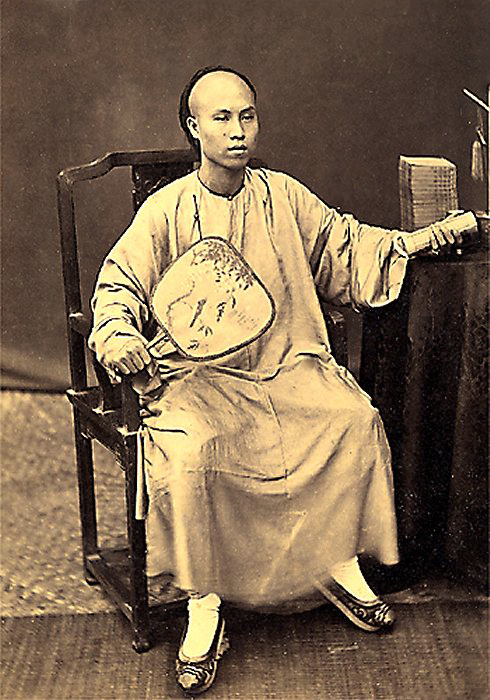
Một người Trung Quốc ở Hà Nội năm 1885

Có ý kiến cho rằng những người Trung Quốc đầu tiên bắt đầu đi vào Việt Nam là từ thời nhà Tần vào Tượng Quận nhưng lần di dân đầu tiên được ghi nhận rõ ràng là từ năm 43 vào thời nhà Hán tức thời Bắc thuộc lần 2; người Trung Hoa di dân đến Việt Nam đến thời Trung Hoa Dân Quốc, gồm: binh lính, quan chức, thường dân, nhà buôn..., thậm chí là tội phạm (lý do thì đa dạng); người Trung Quốc di cư đến Việt Nam rất đông nhưng phần lớn họ kết hôn và "nhập gia tùy tục" với người bản xứ rồi con cháu họ cũng dần dần hòa tan vào xã hội Việt Nam xưa để thành người Kinh, hiện Việt Nam chính thức chỉ sót lại số ít người Hoa là còn giữ được bản sắc mà ta đang đề cập.
Vào thế kỷ XVII tại Trung Quốc, sự xâm lược Trung Quốc của người Mãn Châu (1618-1683) dẫn đến làn sóng người Hoa ở miền Nam Trung Quốc trung thành với nhà Minh (Trung Quốc) và không thần phục nhà Thanh (Mãn Châu) bỏ quê hương di dân sang vùng Đông Nam Á, ngoài ra sau này cho đến khi Mãn Thanh sụp đổ thì cũng có những người Hoa có tư tưởng trung lập di cư đến nhưng vẫn có những người bất mãn với triều đình, trong đó, phần lớn người Hoa chọn đến Việt Nam vì gần gũi về địa lý cũng như văn hóa, phong tục tập quán. Họ sang Việt Nam bằng nhiều con đường khác nhau, nhưng nhiều nhất là bằng thuyền buồm nên họ được người bản địa gọi là người Tàu hay Tàu Ô vì đặc trưng thuyền của người Hoa vượt biên sang Việt Nam là phần buồm của chúng có màu đen đặc như than tro.
Năm 1671, Mạc Cửu và gia đình ông đến vùng đất Mang Khảm (nay là Hà Tiên), khi đó vẫn thuộc quyền kiểm soát của vương quốc Chân Lạp. Mạc Cửu đã mở rộng quyền kiểm soát ra các vùng lân cận, và sau đó quy thuận chúa Nguyễn.
Sách Đại Nam Thực lục (Tiền biên) chép:
Kỷ Mùi (1679), mùa xuân tháng Giêng, tướng cũ nhà Minh là Long Môn tổng binh Dương Ngạn Địch và phó tướng Hoàng Tiến; Cao Lôi Liêm, tổng binh Trần Thượng Xuyên và phó tướng Trần An Bình đem hơn 3000 quân và hơn 50 chiến thuyền đến các cửa biển Tư Dung (cửa Tư Hiền) và Đà Nẵng, tự trần là bồ thần (bề tôi mất nước, trốn ra nước ngoài) nhà Minh, không chịu làm tôi tớ nhà Thanh, nên đến xin để làm tôi tớ.
...
Binh thuyền của Ngạn Địch và Hoàng Tiến vào cửa Soài Rạp đến đóng ở Mỹ Tho, binh thuyền của Thượng Xuyên và An Bình thì vào cửa Cần Giờ, đến đóng ở Bàn Lân (Biên Hòa). Họ vỡ đất hoang, dựng phố xá, thuyền buôn của người Thanh và các nước Tây dương, Nhật Bản, Chà Và đi lại tấp nập.
Những cộng đồng người Hoa này được gọi là người Minh Hương. Chữ "hương" ban đầu dùng chữ 香 có nghĩa là "thơm" khi kết hợp với chữ Minh 明 có nghĩa là hương hỏa nhà Minh (明香), đến năm 1827 thì vua Minh Mạng cho đổi chữ Hương 香 sang chữ Hương 鄉 nghĩa là "làng" để tránh đụng chạm với nhà Thanh, từ đó Minh Hương (明鄉) có thể hiểu là "làng của người Minh" và cũng có thể hiểu là "làng sáng sủa".
Năm 1698, ở vùng Phiên Trấn - Bến Nghé - Sài Gòn đã hình thành nên làng Minh Hương ở Gia Thạnh, Chợ Lớn cũ. Từng có câu ca dao nói về phong hóa làng Minh Hương:
Gỏi chi ngon bằng gỏi tôm càng
Đố ai lịch sự bằng làng Minh Hương.

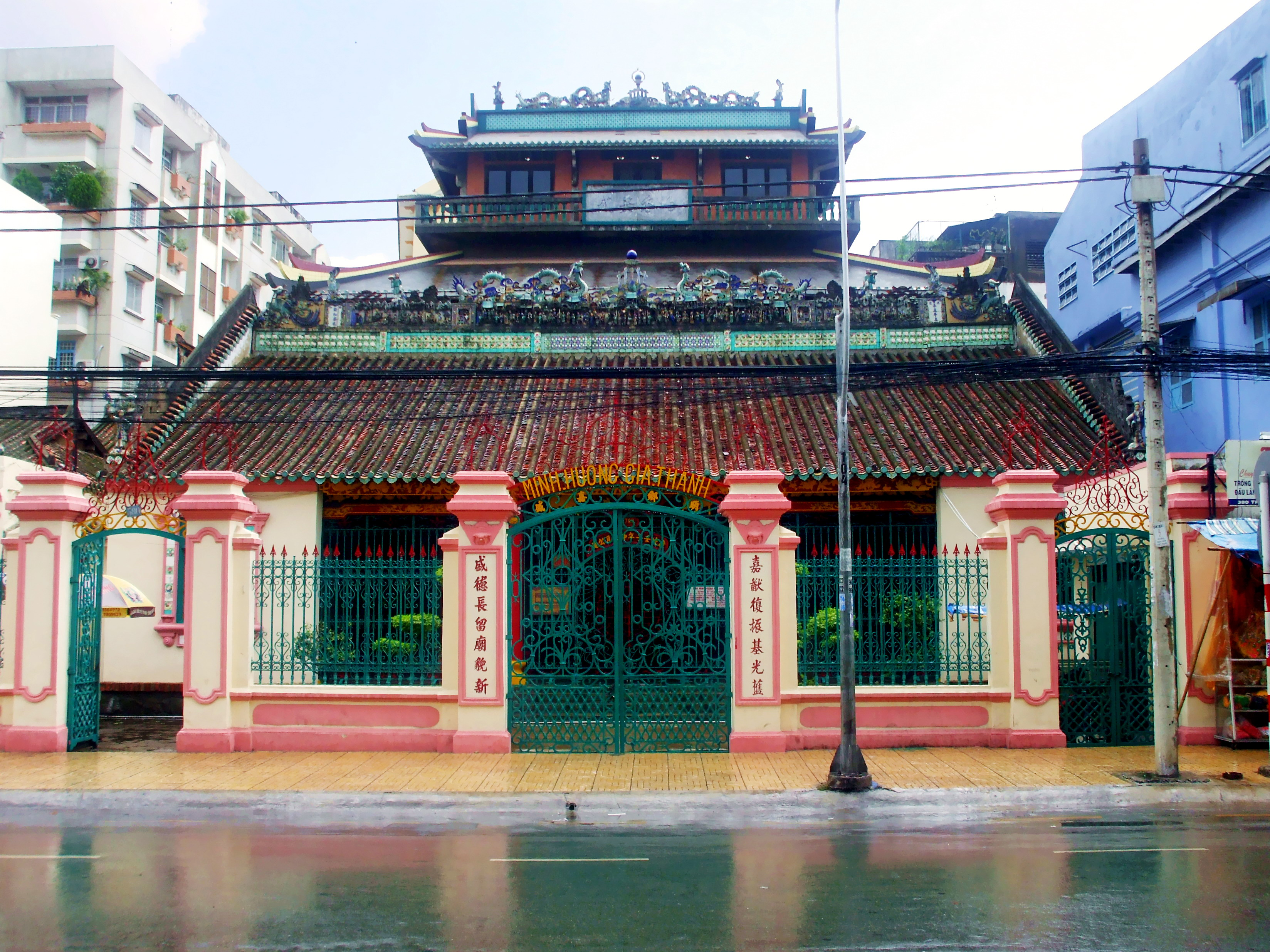
Đình Minh Hương Gia Thạnh, quận 5, TP. HCM

Tuy thu được nguồn lợi từ những người Hoa định cư tại Việt Nam, nhưng các vị vua chúa Việt Nam chưa bao giờ cảm thấy yên tâm về lòng trung thành của họ. Tại thời điểm xấu nhất của quan hệ giữa hai bên, 10 ngàn người Hoa vùng cù lao Phố đã bị Nguyễn Nhạc của nhà Tây Sơn tàn sát vào thế kỷ XVIII, và người Hoa cũng là lực lượng ủng hộ nhà Nguyễn chống Tây Sơn. Những khi khác, người Hoa rất có khiếu làm ăn, được hưởng tự do và sự giàu có nhưng họ luôn bị người bản xứ kỳ thị.
Sau khi nhà Nguyễn ban hành quy chế thành lập các Bang Hoa Kiều, người Hoa sinh sống ở Việt Nam có tất cả là 7 bang: Quảng Triệu (còn gọi là Bang Quảng Đông), Khách gia, Triều Châu, Phước Kiến, Phước Châu, Hải Nam và Quỳnh Châu. Trụ sở của 7 Bang (giống như Văn phòng Đại diện) thường được gọi là "Thất Phủ công sở" hoặc "Thất Phủ hội quán".
Đến thế kỷ XIX, người Pháp tạo điều kiện cho người Hoa vào định cư ở Sài Gòn, Chợ Lớn ở miền Nam cũng như Hà Nội, Hải Phòng ở miền Bắc. Thời kì này người Hoa sang Việt Nam theo các đợt mộ phu khai thác đồn điền, hầm mỏ của các ông chủ tư bản người Pháp. Tháng Giêng năm 1885, Pháp ra lệnh sáp nhập Bang Phước Châu vào trong Bang Phước Kiến; sáp nhập Bang Quỳnh Châu vào trong Bang Hải Nam. Vì vậy mà từ đó về sau, người Hoa chỉ còn 5 bang.
Ngoài ra, riêng đối với Bang Khách gia ở Việt Nam thì không chỉ có người Hẹ. Theo lệnh của Thực dân Pháp, những người Trung Quốc sinh sống ở Việt Nam nhưng có nguyên quán (Tổ tịch) không thuộc 4 Bang kia, tất cả đều phải chịu sự quản lý của Bang Khách gia. Vì vậy mà trong Bang Khách gia Việt Nam có những người gốc Giang Tô, Thượng Hải, Chiết Giang, Hồ Bắc, Hồ Nam...
Khoảng thời gian từ năm 1937-1945, có một số lượng không nhỏ người Hoa từ các khu vực bị phát xít Nhật chiếm đóng ở Trung Quốc chạy xuống Việt Nam lánh nạn.
Năm 1949, sau khi Trung Quốc Quốc dân Đảng thua trận và bị mất quyền kiểm soát ở đại lục trước Đảng Cộng sản Trung Quốc thì có thêm rất nhiều người Hoa vượt biên sang Việt Nam lánh nạn. Họ chủ yếu là ông chủ của các hãng buôn, các xí nghiệp, các tiểu tư sản, trí thức, ... những người được coi là "mầm họa tư bản cần phải được loại bỏ" của Đảng Cộng sản Trung Quốc.
Trước 1945, tại Việt Nam, chính quyền thuộc địa Pháp giành độc quyền buôn bán 3 mặt hàng quan trọng nhất là gạo, muối và rượu. Đặc biệt là thuốc phiện được Pháp công khai buôn bán, khuyến khích người Việt sử dụng chứ không bị cấm như ở chính quốc. Lợi nhuận từ thuốc phiện đã đóng góp tới 25% vào ngân sách của Pháp ở Đông Dương. Tổng ngân sách năm 1905 là 32 triệu đồng Đông Dương, trong số này nguồn thu từ độc quyền việc chế biến và kinh doanh thuốc phiện là 8,1 triệu đồng Đông Dương. Việc phân phối bán lẻ thuốc phiện được Pháp dành cho tư nhân, đa số là người Hoa Người Hoa thu được những món lợi lớn từ việc buôn thuốc phiện cho Pháp trong thời kỳ này, từ đó tạo nguồn lực cho việc họ khống chế kinh tế miền Nam cho tới thập niên 1980.
Tới trước năm 1949, người Hoa ở Việt Nam vẫn giữ quốc tịch Trung Quốc. Chính quyền Trung Hoa Dân quốc tuyên bố rằng tất cả người Hoa ở nước ngoài đều là công dân Trung Quốc, có nghĩa là Trung Quốc có quyền bảo vệ công dân của mình. Đến thập niên 1950, chính quyền Cộng hòa Nhân dân Trung Hoa mới chính thức thu hồi lời tuyên bố trên.

### Giai đoạn 1954-1976

#### Ở miền Bắc
Ở miền Bắc, năm 1955, hai chính phủ Việt Nam Dân chủ Cộng hòa và Cộng hòa Nhân dân Trung Hoa thống nhất rằng người Hoa ở Việt Nam sẽ do chính quyền Việt Nam Dân chủ Cộng hòa quản lý và họ được hưởng đầy đủ quyền lợi như là công dân Việt Nam. Chính quyền Việt Nam Dân chủ Cộng hòa ước tính rằng quá trình bỏ dần quốc tịch Trung Quốc để thành công dân chính thức của Việt Nam với người Việt gốc Hoa sẽ kéo dài nhiều năm. Trong thời gian Chiến tranh Việt Nam diễn ra thì người Hoa ở miền Bắc được hưởng tất cả các quyền của công dân Việt Nam, kể cả quyền bầu cử, nhưng họ lại không phải chịu nghĩa vụ quân sự. Trong thập niên 1960, do ảnh hưởng của Cách mạng Văn hóa ở Trung Quốc, một số người Hoa bắt đầu các hoạt động "Hồng Vệ binh" của mình và tố cáo Đảng Cộng sản Việt Nam đang đi theo chủ nghĩa xét lại. Đối phó với việc này, chính quyền Việt Nam Dân chủ Cộng hòa đã gia tăng áp lực trong việc chuyển đổi quốc tịch của người Hoa sang quốc tịch Việt Nam. Nếu không chuyển đổi quốc tịch đúng hạn thì lực lượng thi hành pháp luật của Việt Nam sẽ dùng biện pháp mạnh cưỡng chế tài sản và bị trục xuất vĩnh viễn khỏi Việt Nam. Bước sang thập niên 1970, đặc biệt là sau khi sự kiện 30/4, để giảm khả năng thao chính quyền Trung Quốc đại lục lợi dụng người Hoa ở Việt Nam để tiến hành thao túng nền kinh tế, văn hóa, xã hội Việt Nam thì chính phủ Việt Nam đã bắt đầu giảm các bài học sử Trung Quốc và tiếng Trung Quốc tại các trường học của con cháu người Hoa tại Việt Nam. Từ vài năm trước đó, các biển hiệu bằng tiếng Trung bắt đầu biến mất và thay bằng tiếng Việt tại các thành phố lớn tập trung đông người Hoa ở miền Bắc như Hà Nội hay Hải Phòng.

#### Người Hoa ở miền Nam

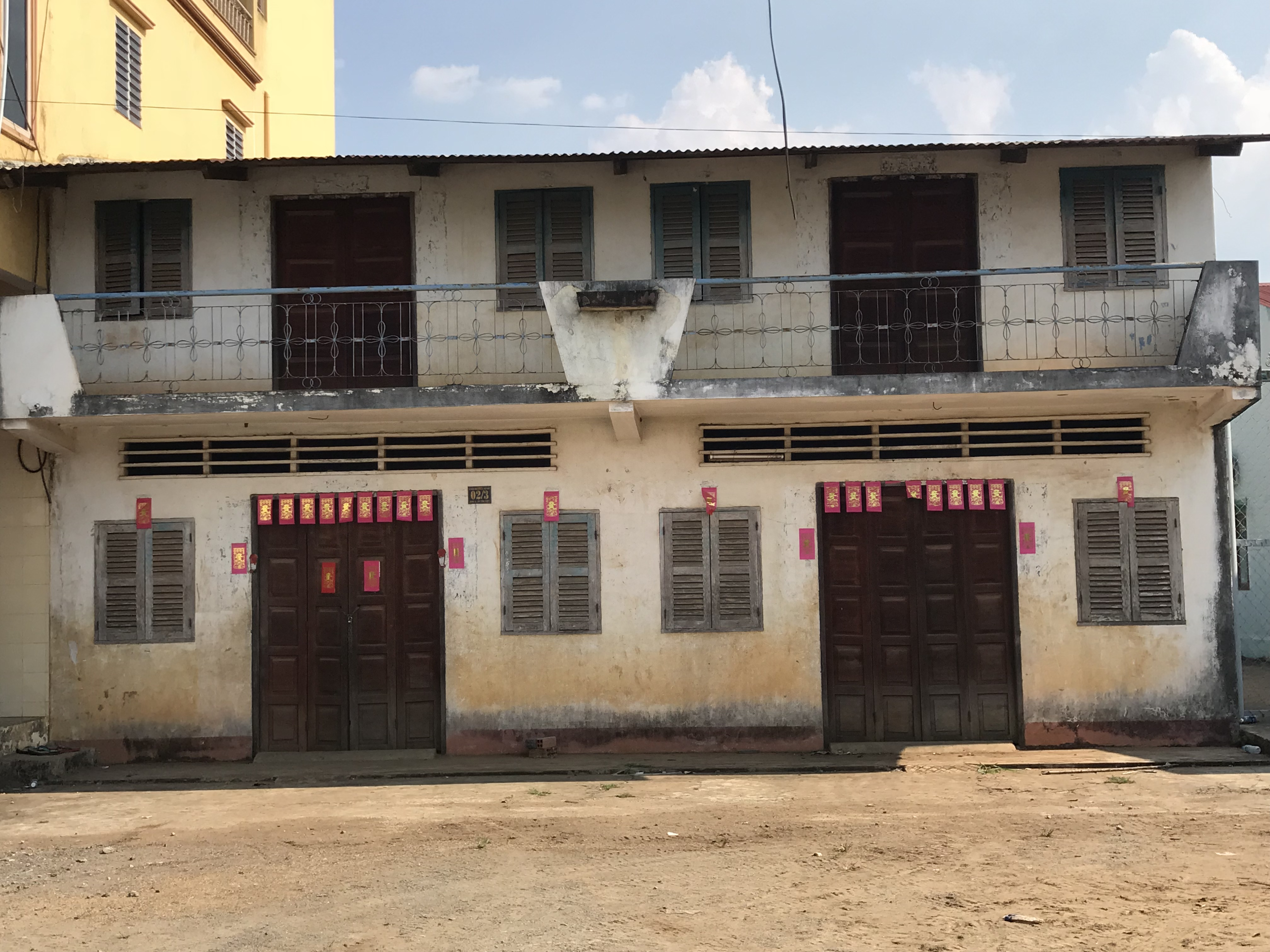
Nhà ở người Hoa Nùng tại Sông Thao, Đồng Nai

Theo một số tài liệu, từ đầu thế kỷ XX, Thiên Địa hội đã phát triển khá mạnh ở thành thị và thôn quê 6 tỉnh Nam Kỳ, nơi tiếp nhận rất nhiều Hoa kiều sang làm ăn mua bán (mặt hàng nông sản, lúa gạo). Xu thế này vẫn tiếp diễn trong suốt thời kỳ Pháp thuộc và Việt Nam cộng hòa trước năm 1975. Các hoạt động ngầm của giới tội phạm gốc Hoa tại Việt Nam có liên hệ chặt chẽ với hội Tam Hoàng tại Hồng Kông, Đài Loan, Macau. Những hoạt động bất hợp pháp như tổ chức cờ bạc, mại dâm, bảo kê, cho thuê nặng lãi, buôn bán thuốc phiện... diễn ra bán công khai và được chính quyền thời bấy giờ nhắm mắt cho qua, vì những khoản tiền khổng lồ mà các tổ chức này nộp về chính quyền qua những thỏa thuận ngầm. Khu Đại Thế giới (Chợ Lớn) từng là địa bàn cát cứ hoạt động rất mạnh của giới xã hội đen gốc Hoa và là một điểm nóng trong các địa bàn hoạt động mạnh của Hội Tam Hoàng Trung Hoa tại Đông Nam Á dưới sự bảo trợ của Bảy Viễn, Thiếu tướng Quân đội Quốc gia, thủ lĩnh Lực lượng Bình Xuyên, quân đội có xuất thân là xã hội đen, kiêm Tổng trấn Sài Gòn-Chợ Lớn, và cũng là một người gốc Hoa (Triều Châu). Họ thậm chí còn mua chuộc được một số tướng lĩnh Việt Nam Cộng hòa, quận trưởng, tỉnh trưởng, để có thể giành được những hợp đồng đầu tư. Thực tế hội Tam Hoàng Trung Hoa đã bén rễ rất sâu và phức tạp vào xã hội và kinh tế miền Nam trước 1975.
Một đặc điểm phổ biến của các cộng đồng người Hoa ở Đông Nam Á là tính biệt lập của họ. Người Hoa tạo nên những "xã hội" nhỏ, những "khu tự trị" trong quốc gia mà họ cư trú. Người Hoa sống tập trung lại với nhau thành từng khu (như là khu Chợ Lớn ở miền Nam), mỗi địa phương có bang trưởng được cử ra trong số người giàu có, thạo việc làm ăn để thay mặt cộng đồng giao thiệp với bên ngoài, hoặc giải quyết tranh chấp không qua sự can thiệp của chính quyền sở tại. Người Hoa cũng nổi tiếng là biết dùng tiền để mua chuộc quan chức trong chính quyền sở tại. Ý thức biệt lập dựa trên sự nuôi dưỡng tinh thần nước lớn, tổ chức nội bộ chặt chẽ, cơ sở kinh tế mạnh, có nhiều mưu mẹo, thêm vào đó là hậu thuẫn mạnh mẽ của tư sản Hoa kiều ở các nước khác, đó là những đặc điểm và cũng là điều kiện cho phép tư sản gốc Hoa thao túng hầu như toàn bộ nền kinh tế miền Nam trước năm 1975. 
Việt Nam bị chia cắt vào năm 1954, ở miền Nam, từ năm 1956, chính phủ Ngô Đình Diệm đề ra chính sách buộc tất cả người Hoa phải nhập quốc tịch Việt Nam hoặc bị trục xuất. Một sắc luật bổ túc (Số 52) ban hành ngày 29 tháng 8/1956 đòi hỏi tất cả người Hoa phải lấy tên tiếng Việt trong thời hạn 6 tháng nếu không sẽ bị phạt. Ngày 6 tháng 9 lại ban hành sắc luật Số 53 cấm người nước ngoài hoạt động trong 11 ngành nghề, kể cả buôn gạo và bán hàng tạp hóa, những ngành mà người Hoa chiếm ưu thế. Những người Hoa đang hoạt động trong khu vực kinh tế này có 6 tháng đến 1 năm để bán hay sang nhượng lại thương nghiệp cho công dân Việt Nam, nếu không sẽ có thể bị trục xuất hay phạt 5 triệu đồng. Chính phủ Ngô Đình Diệm cũng bắt các trường học của người Hoa trong vùng Sài Gòn − Chợ Lớn phải dùng tiếng Việt trong giảng dạy và bổ nhiệm Hiệu trưởng người Việt Nam. Đây là những chính sách nhằm thẳng vào khối 1 triệu người Hoa sinh sống ở miền Nam. Tháng 5 năm 1957, Bắc Kinh phản đối rằng đây là "sự xâm phạm tàn nhẫn các quyền hợp pháp của người Hoa".
Người Hoa xuống đường gây bạo động, phản đối chính sách của Ngô Đình Diệm. Đến mùa hè 1957, người Hoa đóng cửa gần hết trường học, hoạt động thương mại, và rút tiền ra khỏi ngân hàng. Khoảng 800 triệu đến 1,5 tỉ đồng − gần 17% tiền tệ đang lưu hành ở miền Nam − biến mất khỏi thị trường, thương mại bất chợt ngưng trệ. Đến khoảng giữa tháng 5/1957, có khoảng 6.000 cửa hàng của người Hoa đã đóng cửa, 200.000 người mất công ăn việc làm. Hoa kiều còn phản đối bằng việc ngừng vận tải hàng hóa (các hãng vận tải lớn đều do họ nắm giữ). Với sự hỗ trợ của giới buôn lớn, chủ ngân hàng Hoa kiều ở Đông Nam Á và chính quyền Đài Loan, người Hoa nhất loạt đình chỉ hoạt động, tẩy chay không bốc dỡ gạo Việt Nam đã cập bến cảng nước ngoài. Do ngừng mọi vận chuyển, nông sản ứ đọng ở vùng quê, trong khi Sài Gòn – Chợ Lớn lại rất khan hiếm. Nền kinh tế miền Nam Việt Nam gần như sụp đổ.
Nhận thấy ảnh hưởng không thể thay thế của người Hoa trong nền kinh tế, Chính phủ Ngô Đình Diệm nhượng bộ. Cuối tháng 7/1957, người Hoa được quyền ghi danh cửa hàng bằng tên của bà con sinh tại Việt Nam, hoặc nhập tịch Việt Nam theo thủ tục đơn giản. Hiệu trưởng các trường học chỉ cần là người Hoa sinh tại Việt Nam. Tiếng Hoa được sử dụng lại trong trường học trừ các môn lịch sử, địa lý và văn học. Người Hoa cũng được đối xử mềm mỏng khi áp dụng luật thi hành quân dịch. Đến năm 1961, theo một báo cáo của Bộ Nội vụ Việt Nam Cộng hòa, hơn 1 triệu người Hoa sống ở miền Nam chỉ còn chừng 2.000 người là không chịu đổi quốc tịch, phần lớn là những người đã già.
Trong 15 năm tiếp theo, người Hoa ít khi bị động tới, tự trị tự quản về nhiều mặt, các khu người Hoa giống như vùng tự trị ngay trên đất nước Việt Nam.
Thời điểm năm 1965, có khoảng 200 nghìn người Hoa, phần lớn sống tập trung ở quanh Sài Gòn, chia thành 5 bang, gồm Quảng Đông, Phúc Kiến, Triều Châu, Hẹ (hay còn gọi là Khách gia, Hà Cá) và Hải Nam. Đa số các xưởng cơ khí, chế tạo máy móc, dệt may ở Chợ Lớn đều do người Quảng Đông làm chủ. Người Phúc Kiến giỏi về giao thương với hàng loạt các công ty vận tải đường thủy, đường bộ. Người Triều Châu làm ăn nhỏ lẻ bằng cách mở tiệm ăn, tiệm tạp hóa, người Hẹ chuyên về tiểu thủ công nghiệp như lập lò rèn, nhà máy nước đá, đóng giày, làm bánh. Người Hải Nam chuyên kinh doanh thủy hải sản. Trong một bản tường trình gửi Thủ tướng Nguyễn Cao Kỳ có đoạn: "Họ (những con buôn người Hoa) chi phối giá cả từ trên xuống dưới. Vàng chẳng hạn, cứ mỗi tối họ điện thoại sang Hồng Kông để nắm giá rồi sáng hôm sau, họ thông báo giá vàng trong ngày cho tất cả những đầu mối ở Sài Gòn, Chợ Lớn và các tỉnh miền Tây. Phân bón cũng vậy, qua tin mật báo của cảm tình viên Tổng đoàn, trong 6 kho ở bến Chương Dương, bến Hàm Tử, bến Bình Đông hiện vẫn còn trên dưới 50 nghìn tấn nhưng trên thị trường, họ ra lệnh cho các đại lý chỉ bán nhỏ giọt vì họ nắm được thông tin là phân sẽ lên giá...".
Năm 1973, thành phố Sài Gòn có 36 rạp chiếu bóng thì 17 rạp là của người Hoa. 25 trong tổng số 30 nhà nhập khẩu phim truyện của nước ngoài là Hoa, họ đồng thời là chủ các rạp chiếu bóng. Trong tổng số 35 rạp đăng quảng cáo có tới 23 rạp chiếu phim Đài Loan. Báo Sóng thần số ra ngày 14/6/1974 đăng quảng cáo cho 39 rạp phim vùng Sài Gòn – Chợ Lớn – Gia Định thì 28 rạp chiếu phim của Đài Loan, còn lại là của các nước khác, không một rạp nào chiếu phim Việt Nam. Trong tổng số 31 ngân hàng hoạt động ở miền Nam trước năm 1975, Đài Loan có 3, 7 ngân hàng khác là của người Hoa mang quốc tịch Việt. Ước lượng hàng năm các ngân hàng của người Hoa chiếm khoảng 80% tổng số tín dụng dành cho thương mại. Người Hoa làm chủ 42 trong tổng số 60 công ty có doanh số hàng năm trên 100 triệu đồng tiền cũ.
Tuyệt đại bộ phận lượng thóc gạo lưu thông ở miền Nam về cơ bản nằm trong tay tư sản Hoa kiều hoặc người Việt gốc Hoa. Chế độ Sài Gòn có lần định trực tiếp nắm việc phân phối lương thực, ít nhất là trong khu vực bán buôn, nhưng mọi cố gắng đều không đưa lại kết quả. Sau một thời gian, đầu năm 1970, chính quyền Sài Gòn tuyên bố "trao trả việc phân phối lúa gạo lại cho tư nhân", nhà nước chỉ đóng vai trò "kiểm soát về giá cả và tham gia vận chuyển". Thực tế đây là một sự đầu hàng trước tư sản người Hoa. Tháng 3 năm 1971, trả lời phỏng vấn của một tờ báo, chủ tịch Nghiệp đoàn Mễ cốc Việt Nam (Sài Gòn) đổ lỗi sở dĩ phải làm vậy là vì "bảy thương gia hoạt động mạnh nhất và coi như đã nắm gần trọn hệ thống thu mua phân phối lúa gạo", hầu hết đều là người Hoa.
Về đường biển, đội thuyền buôn theo kiểm kê năm 1972, có 35 chiếc trọng tải từ 650 – 2.500 tấn, trong đó gần một nửa thuộc sở hữu tư nhân hoặc do tư nhân thuê của nước ngoài, tư nhân ở đây cũng toàn là người Hoa. Tháng 11 năm 1970, một tờ nguyệt san xuất bản tại Sài Gòn viết: "Cho đến nay, ngành chuyên chở hàng hóa vẫn còn nằm dưới sự độc quyền của người Việt gốc Hoa, chưa có một hãng vận tải người Việt nào xen vào cạnh tranh nổi. Các doanh nhân thủ đô gởi hàng đi và các nhà nông từ các nơi đưa nông phẩm về Sài Gòn – Chợ Lớn đều phải nhờ các hệ thống vận tải của người Việt gốc Hoa. Riêng về ngành này, người Việt gốc Hoa có khoảng 170 hãng hoặc công ty vận tải." 
Độc quyền vận tải cũng là phương sách để người Hoa ngầm khống chế thị trường. Người Hoa không bao giờ chở hàng của người Việt, nếu có mặt hàng đó cùng loại với hàng hóa do người gốc Hoa sản xuất. Nói cách khác, hệ thống vận chuyển và phân phối của người Hoa chỉ phục vụ lợi ích của người Hoa. Hàng do người Việt sản xuất nếu bị hệ thống vận tải độc quyền của người Hoa từ chối lưu thông thì sẽ tồn ứ ở trong kho, doanh nghiệp chỉ chờ phá sản
Cuối năm 1973, kiểm kê cho biết, trong số gần 10.000 xí nghiệp lớn nhỏ được kiểm kê, 80% là tài sản của tư sản gốc Hoa. Hai công ty nhập khẩu và chế biến bột mì lớn nhất là Sakybomi và Viflomico cung ứng 60% nhu cầu bột mì cho toàn miền, thì tư sản người Hoa làm chủ cả hai, ngoài ra họ còn làm chủ luôn 10 công ty nhỏ khác thuộc ngành này. Họ chiếm 90% số vốn của năm công ty và 182 cơ sở sản xuất mì gói. Công ty sản xuất mạch nha duy nhất với số vốn 200 triệu đồng là của tư sản người Hoa. Với sự góp vốn của Đài Loan, họ kiểm soát hoàn toàn 4 công ty sản xuất bột ngọt (mì chính). 30 trong tổng số 40 cơ sở sản xuất rượu ở miền Nam là của người Hoa. Ngoài ra, họ giữ 60% vốn của 14 công ty khai thác hải sản. Sài Gòn có 4 công ty dệt lớn là Sicovina, Vimytex, Vinatexco và Vinatefinco, thì ba công ty sau là của tư sản người Hoa, chiếm khoảng 70% sản lượng toàn ngành.
Trong công nghiệp hóa chất, tư sản người Hoa là chủ của 14 trong tổng số 17 công ty. 55% vốn của các cơ sở sản xuất đệm mút, giày dép, đồ dùng bằng cao su; 50% vốn của các ngành sản xuất nến, diêm, phấn viết ... là của người Hoa. Họ tổ chức 4 trong tổng số 5 công ty luyện kim. 60% vốn của khoảng 100 xưởng đúc gang, làm đinh ... do tư sản người Hoa kiểm soát. Về sản phẩm cơ khí, đồ dùng điện và điện tử, tư sản người Hoa nắm từ 60 – 70% tổng số vốn, rải ra trên hàng trăm cơ sở. Người Hoa chiếm khoảng 50% doanh số bán lẻ của toàn miền Nam, về bán buôn (tiếng miền Nam gọi là "buôn sỉ") thì tư sản người Hoa gần như nắm độc quyền. Tư sản người Hoa cũng làm chủ khoảng một nửa số khách sạn lớn và 90% số khách sạn nhỏ, nhà trọ ở vùng Sài Gòn.
Người Hoa có có kỹ năng kinh doanh tốt, có truyền thống kinh doanh, khéo lợi dụng quan hệ huyết thống và tinh thần nước lớn (con dân nước Trung Hoa vĩ đại), cộng vào đó là những mưu mẹo, tính thích ứng với mọi hoàn cảnh, sự nhẫn nhục và cần cù. Người Hoa cũng giỏi móc ngoặc với tư bản quốc tế và lợi dụng guồng máy chiến tranh của Mỹ ở Việt Nam. Có đủ căn cứ để cho rằng tổng số các nghiệp vụ tín dụng công khai hoặc ngấm ngầm của giới tư sản ngân hàng Hoa Kiều ở miền Nam trước năm 1975 là không dưới 150 tỷ đồng Sài Gòn cũ, trong đó khoảng 100 tỷ được dùng vào việc thu mua lúa gạo. Số tiền đó bằng 1/3 tổng số tiền lưu hành ở miền Nam thời đó, nên rất dễ hiểu tại sao một nhóm nhỏ người Hoa giàu có lại có thể thao túng nền kinh tế. 
Trong khi ở miền Bắc, Hoa kiều không đóng vai trò đặc biệt trong nền kinh tế nhà nước quản lý tập trung, thì ở miền Nam, Hoa kiều kiểm soát gần như toàn bộ các vị trí kinh tế quan trọng, và đặc biệt nắm chắc 3 lĩnh vực quan trọng: sản xuất, phân phối, và tín dụng. Đến cuối năm 1974, họ kiểm soát hơn 80% các cơ sở sản xuất của các ngành công nghiệp thực phẩm, dệt may, hóa chất, luyện kim, điện ... và gần như đạt được độc quyền thương mại: 100% bán buôn, hơn 50% bán lẻ, và 90% xuất nhập khẩu. Hoa kiều ở miền Nam gần như hoàn toàn kiểm soát giá cả thị trường.

## Sau năm 1976
Sau khi Việt Nam Cộng hòa sụp đổ vào năm 1975, khoảng 4% dân số Việt Nam là người Việt gốc Hoa, trong đó có hơn 1,5 triệu Hoa kiều sinh sống chủ yếu ở khu vực Chợ Lớn, Sài Gòn, và chỉ có khoảng 300.000 người Việt gốc Hoa sống ở miền Bắc.
Vấn đề về người Hoa càng thêm phần trầm trọng khi họ treo Quốc kỳ Trung Quốc và ảnh Mao Trạch Đông trong vùng Chợ Lớn. Tháng 1 năm 1976, Chính phủ Cách mạng lâm thời Cộng hòa miền Nam Việt Nam lệnh cho người Hoa ở miền Nam đăng ký quốc tịch. Đa số đăng ký là quốc tịch Trung Quốc mặc dù họ đã chuyển sang quốc tịch Việt Nam từ những năm 1956-1957. Tháng 2 năm đó, người Hoa được lệnh đăng ký lại theo quốc tịch đã nhận thời Việt Nam Cộng hòa. Những người vẫn tiếp tục đăng ký là quốc tịch Trung Quốc sau đó bị mất việc và giảm tiêu chuẩn lương thực. Cuối năm đó, tất cả các tờ báo tiếng Trung bị đóng cửa, tiếp theo là các trường học của người Hoa. Chính sách của Việt Nam năm 1976 (là năm Việt Nam tái thống nhất) (đánh tư sản những người Hoa và tịch thu tài sản của họ) đã bị ảnh hưởng bởi sự thay đổi nhanh chóng của mối quan hệ giữa Việt Nam và Trung Quốc, với nỗi e ngại rằng Trung Quốc có thể sử dụng Hoa kiều để ép Việt Nam theo các chính sách của mình. Vấn đề Hoa kiều được chính phủ Việt Nam xem là một thử thách đối với chủ quyền quốc gia hơn là một vấn đề nội bộ đơn giản.
Năm 1977, lạm phát 80% cùng với vấn đề tiếp diễn của sự thiếu thốn và nạn đầu cơ lương thực, Chính phủ Việt Nam sợ rằng Hoa kiều có thể bị lôi kéo theo các mục tiêu của Trung Quốc. Kèm theo đó là sự ngừng trệ nghiêm trọng của các vùng kinh tế phía Tây Nam do các xung đột tại biên giới với Campuchia. Người Hoa ở Chợ Lớn tổ chức biểu tình đòi giữ quốc tịch Trung Quốc. Những điều này làm cho chính phủ Việt Nam lo lắng về nguy cơ đất nước bị rối loạn cả từ bên trong lẫn từ bên ngoài và coi Hoa kiều là một lực lượng ở Việt Nam và sẵn sàng tiếp tay với Trung Quốc để phá hoại. Mặc dù không có bằng chứng cụ thể về các hoạt động phá hoại, nhưng sự giàu có của cộng đồng Hoa kiều bị xem là mối đe dọa đối với chính quyền Việt Nam. Trong các tháng 3, 4 năm 1978, khoảng 30.000 doanh nghiệp lớn nhỏ của Hoa kiều bị quốc hữu hóa. Vị thế kinh tế của đa số tư sản Hoa kiều bị hủy bỏ, nhà nước thắt chặt kiểm soát nền kinh tế. Chính quyền cũng tiếp quản cơ sở tổng hội quán người Hoa, bệnh viện Sùng Chính (đầu năm 1976) và 5 bệnh viện khác của 5 bang vào tháng Giêng 1978, đóng cửa 11 tờ báo Hoa ngữ. Khối lãnh đạo người Hoa ở Việt Nam xem như không còn hiện hữu, và việc người Hoa kiểm soát nhiều ngành công nghiệp bị xóa bỏ.
Quan hệ ngày càng xấu đi giữa Việt Nam và Trung Quốc cũng làm tăng thêm số người Hoa rời Việt Nam. Phía Trung Quốc tố cáo Việt Nam đã xua đuổi người Hoa sống ở phía Bắc về Trung Quốc. Đầu tiên là những vụ di cư nhỏ lẻ, sau đó là trào lưu ồ ạt người di tản đi đến những bờ biển của các nước láng giềng. Kết quả là số người di tản từ Việt Nam tăng gấp đôi trong 6 tháng đầu năm 1979, trong những người di tản trong những năm 1978-1979, Hoa kiều chiếm đa số. Cộng thêm vào đó là khoảng 250.000 Hoa kiều sang Trung Quốc qua biên giới phía Bắc từ tháng 4 năm 1978 đến mùa hè năm 1979. Trung Quốc đã gọi đây là vấn đề "nạn kiều". Đến năm 1982, do khó khăn kinh tế và quan hệ chính trị thù địch giữa Việt Nam với Trung Quốc, người Hoa ở miền Nam đã vượt biên qua đường biển, đường bộ để trốn qua nước thứ ba. Khoảng 2/3 trong số nửa triệu người vượt biên từ Việt Nam là người gốc Hoa.
Đến năm 1989, số người gốc Hoa tại Việt Nam đã giảm từ 1,8 triệu năm 1975 xuống còn 900.000. Người gốc Hoa không còn là thế lực kiểm soát nền kinh tế Việt Nam như trước nữa, và các phong tục, ngôn ngữ gốc Hoa của họ về mặt hình thức không còn phổ biến như trước. Đây là một ngoại lệ hiếm hoi so với những nước Đông Nam Á khác: người gốc Hoa về mặt cư trú, ngôn ngữ, giáo dục... đã gần như bị đồng hóa bởi người Việt Nam. Và cũng khó phân biệt giữa một người gốc Hoa và một người Việt về mặt hình thức dù họ vẫn giữ một số phong tục tập quán của tổ tiên mình.

## Từ năm 1986 đến nay
Sau khi Tổng bí thư Nguyễn Văn Linh thực thi chính sách Đổi Mới vào cuối năm 1986, sự kỳ thị chống người Hoa đã giảm rõ rệt, và kéo theo đó là chính sách khoan hòa với người Hoa để giảm xung đột với Trung Quốc. Chính phủ Việt Nam chủ động ngỏ lời muốn hòa giải chính trị và bình thường hóa quan hệ với chính phủ Trung Quốc . Đi kèm theo đó, chính phủ Việt Nam đã bắt đầu chính sách hỗ trợ và đảm bảo văn hóa của người Hoa tại Việt Nam được giữ gìn. Cùng với đó, người Hoa cũng dần lấy lại ảnh hưởng kinh tế ở Việt Nam. Về mặt tư tưởng – nhận thức, cho đến cuối thế kỷ 20 – đầu thế kỷ 21, người gốc Hoa đã hòa nhập sâu sắc vào xã hội Việt Nam đến mức họ tự xem mình là người Việt Nam và mang gốc gác văn hóa thuộc dân tộc Hoa (được công nhận trong 54 dân tộc Việt Nam), chứ không phải là Hoa kiều sinh sống trên nước Việt Nam. Và về mặt tâm lý – tình cảm, người Việt gốc Hoa có khuynh hướng ủng hộ lập trường và quan điểm của phía chính phủ Việt Nam nơi họ đang sống hơn trong việc xử lý các sự vụ bất đồng - tranh chấp (nếu có phát sinh, với nước Cộng hòa Nhân dân Trung Hoa), hoặc chí ít là có thái độ ôn hòa và trung hòa nên không thể hiện ý kiến phản đối hay ủng hộ chính phủ Việt Nam trong các sự vụ xung đột và khác biệt với Trung Quốc.

### Sự kiện biến động ở Hồng Kông 1997
Tính cho đến thời điểm trước, trong, và sau năm 1997, có nhiều nguồn dư luận trong cộng đồng dân cư Hồng Kông rằng họ sẽ có thể phải rời bỏ Hồng Kông để sang một nước thứ ba lánh nạn, khi Hồng Kông được trao trả từ tay nước Anh về cho Cộng hòa nhân dân Trung Hoa. Viễn cảnh một nước Cộng hòa Nhân dân Trung Hoa hà khắc sẽ tiếp quản và cai trị mọi mặt từ chính trị đến đời sống của người dân Hồng Kông vốn đã quen với các giá trị kiểu phương Tây, đã khiến một số lượng dân cư tại đây cảm thấy bất an và tìm đường sang một nước thứ ba để tránh xáo trộn và không bị đàn áp. Một trong những nơi có thể tiếp nhận được làn sóng người di cư Hồng Kông là Việt Nam. Thực tế, có một số nhà đầu tư đã nhạy bén và đón đầu xu thế này, một số công trình dân cư được đầu tư tài chính xây dựng nên tại Thành phố Hồ Chí Minh (chủ yếu là Chợ Lớn), tiêu biểu là Thuận Kiều Plaza, công trình này được thiết kế theo đúng kiểu mẫu của dạng cao ốc căn hộ tại Hồng Kông (trần nhà thấp và không gian mỗi căn hộ là rất nhỏ) để đón làn sóng di dân Hồng Kông sang.
Tuy nhiên, làn sóng ồ ạt người di cư Hồng Kông sang Việt Nam đã không xảy ra, chỉ có một số lượng ít di dân Hồng Kông chọn sang Mỹ hoặc Canada - nơi có cộng đồng Hoa kiều đông đảo hơn, một số chọn lựa ở lại Hồng Kông đánh cược với thời cuộc thay vì phải di cư sang một nước thứ ba và khởi nghiệp từ đầu. Vì thế đã không có thêm một làn sóng di dân mới nào nữa từ Trung Hoa sang Việt Nam thời điểm cuối thế kỷ XX.

## Dân số, nơi cư trú và ngôn ngữ

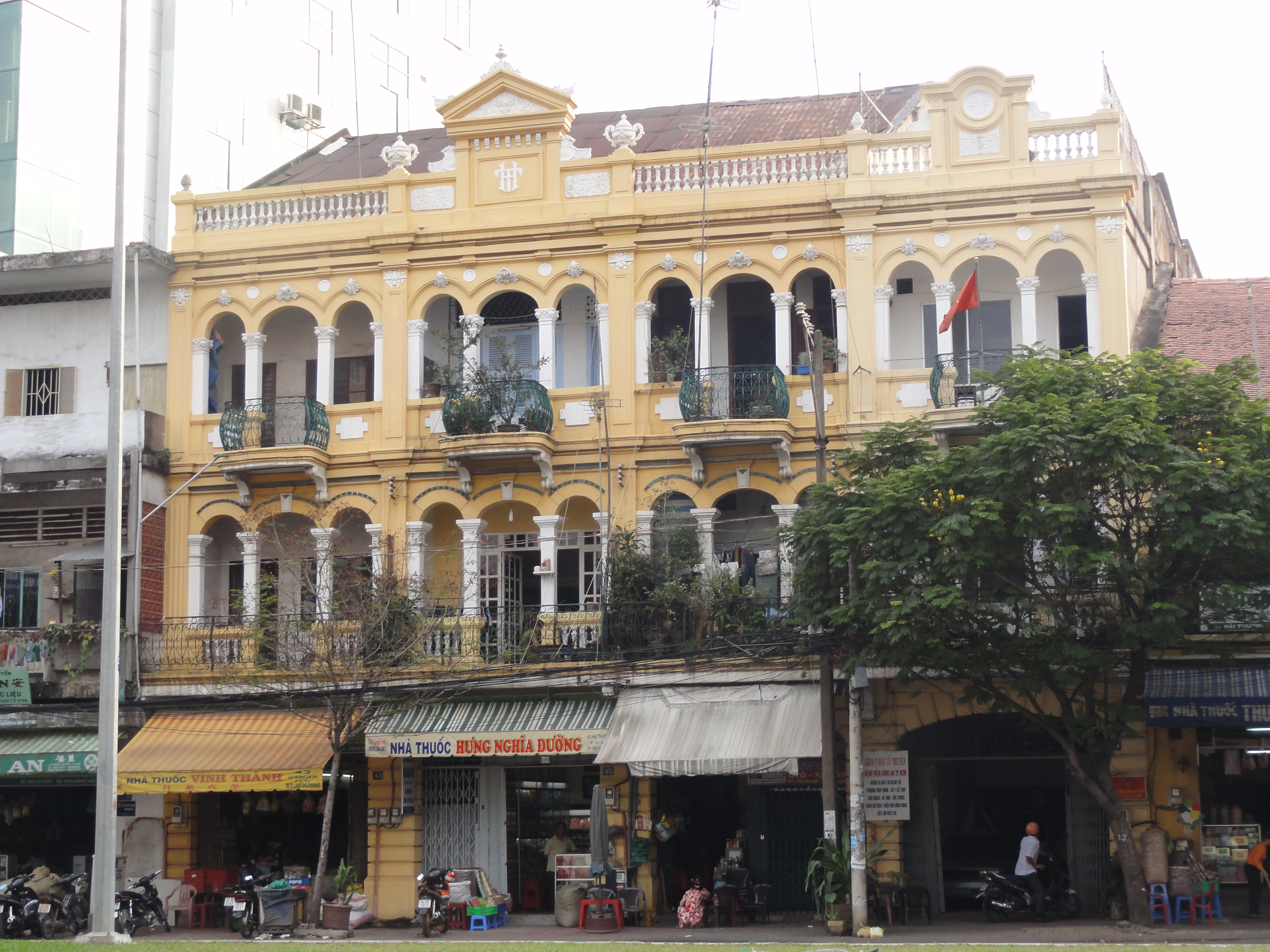
Dãy cửa tiệm kinh doanh dược liệu đông y của người Hoa trên đường Hải Thượng Lãn Ông tại Chợ Lớn. Đây từng là nơi đặt trụ sở hiệu buôn Thông Hiệp của doanh nhân Quách Đàm (1863–1927), người có công trong việc xây dựng chợ Bình Tây.

Theo thống kê của cuộc điều tra dân số năm 1999, tổng số người Hoa ở Việt Nam là 862.371 (1,13% dân số ở Việt Nam), được xếp hạng thứ 6, trong đó có khoảng 50% người Hoa sinh sống tại vùng Chợ Lớn của Thành phố Hồ Chí Minh. Họ tập trung đông nhất ở các quận như Quận 5, Quận 11 (khoảng 45% dân số mỗi quận), Quận 6, Quận 8, Quận 10 với năm nhóm ngôn ngữ chính: tiếng Quảng Đông, tiếng Triều Châu, tiếng Phúc Kiến, tiếng Hải Nam và tiếng Khách Gia (Hakka, đôi khi còn gọi là tiếng Hẹ). Một thực tế là đối với cộng đồng người Hoa ở Thành phố Hồ Chí Minh đa phần giao tiếp bằng tiếng Quảng Đông là chủ đạo (so với các nhóm ngôn ngữ còn lại), và tiếng Quảng Đông là ngôn ngữ gần như chiếm chủ đạo trong các giao dịch làm ăn nội bộ của cộng đồng người Hoa Chợ Lớn, các nhóm cộng đồng phương ngữ khác (Triều Châu, Phúc Kiến, Khách Gia, Hải Nam) cũng tùy biến sử dụng tiếng Quảng Đông trong giao dịch làm ăn ở vùng Chợ Lớn do tính phổ dụng của nó. Nhiều ngôi đền và nhà cửa của người Hoa ở khu Chợ Lớn đã được khôi phục và xếp hạng di tích lịch sử cấp quốc gia và quốc tế, giờ đây mỗi năm đón hàng triệu lượt khách du lịch. Kể từ năm 2007, chính quyền Tp. Hồ Chí Minh đã cho tổ chức Lễ hội Văn hóa Người Hoa định kỳ hàng năm.
Số người Hoa còn lại sinh sống ở các tỉnh toàn quốc, mà hầu hết là ở nhiều tỉnh đồng bằng sông Cửu Long và các tỉnh Đông Nam Bộ như Tây Ninh, Bình Dương, Bình Thuận, Đồng Nai (Hoa Nùng) và Khánh Hòa. Cộng đồng người Hoa ở Cà Mau, Sóc Trăng, Trà Vinh và Bạc Liêu phần lớn là người Triều Châu, đến từ Triều Sán.
Cộng đồng người Hoa tại miền Bắc Việt Nam hiện tập trung ở các tỉnh Bắc Giang, Quảng Ninh nói tiếng Pạc Và (Bạch Hỏa, một phương ngữ tiếng Quảng Đông) và tiếng Khách Gia. Người Ngái là cư dân bản địa sống rải rác ở vùng ven biển và trên các đảo phía bắc Bắc bộ, nói tiếng Ngái, một phương ngôn trong tiếng Khách Gia.
Trong những khía cạnh quan trọng, người Việt gốc Hoa đã trở nên không thể phân biệt được khi sinh sống trong cộng đồng, và họ đã thành công đến mức, mặc dù các đám đông có thể phản đối những hành động của Trung Quốc ở Biển Đông, nhưng không ai nghĩ đến việc trả thù nhằm vào các gia đình người gốc Hoa sống cạnh nhà mình.
Theo Tổng điều tra dân số và nhà ở năm 2009, người Hoa ở Việt Nam có dân số 823.071 người, có mặt tại tất cả 63 tỉnh, thành phố. Người Hoa cư trú tập trung tại: Thành phố Hồ Chí Minh (414.045 người, chiếm 50,3% tổng số người Hoa tại Việt Nam), Đồng Nai (95.162 người), Sóc Trăng (64.910 người), Kiên Giang (29.850 người), Bạc Liêu (20.082 người), Bình Dương (18.783 người), Bắc Giang (18.539 người).

## Ngôn ngữ và văn hóa

### Ngôn ngữ
Đa phần người dân tộc Hoa thế hệ sau này ở Việt Nam đã giao tiếp và sử dụng tiếng Việt là một ngôn ngữ chính nhưng vẫn không quên tiếng Hoa.

### Văn hóa
Về văn hóa, người Hoa và Việt Nam có rất nhiều điểm tương đồng trong tập quán, tín ngưỡng, các quy chuẩn khuôn khổ đạo đức, và trong nhân sinh quan xã hội nói chung. Do đó, người Hoa hòa nhập rất dễ dàng vào xã hội người Việt. Điều này là rất khác nếu so với các cộng đồng người Hoa ở những đất nước như Malaysia, Indonesia hoặc Thái Lan, vốn có một nền văn hóa và tư tưởng khác hoàn toàn với văn hóa Trung Hoa. Tuy nhiên chính vì có rất nhiều điểm tương đồng giữa văn hóa Việt Nam và Trung Hoa mà có sự nhầm lẫn rằng người Hoa tại Việt Nam đang dần bị đồng hóa với người Việt và đánh mất bản sắc. Thực tế, thì ngoài những điểm rất tương đồng trong văn hóa và tư tưởng, người Hoa vẫn có những bản sắc riêng  mà có thể khác biệt đôi chút với người Việt, như các ngày lễ hội riêng trong tập quán tín ngưỡng của người Hoa (lễ Nguyên Tiêu, lễ Đông Chí, lễ vía Quan Công, lễ vía bà Thiên Hậu...). Và một số quy chuẩn ứng xử của người Hoa trong một số tình huống cũng có thể sẽ khác đôi chút với người Việt .

### Ẩm thực
Về ẩm thực, có thể thấy người Hoa đã có sự giao lưu rất lớn với nền ẩm thực bản địa Việt Nam. Một số ý kiến cho rằng món "ngưu nhục phấn"(tiếng Trung: 牛肉粉; bính âm: niúròu fěn; Việt bính: ngau4 juk6 fan2) của người Hoa sinh sống ở Hà Nội đầu thế kỷ XX, vốn làm từ sợi bánh gạo nấu với thịt bò hầm, là khởi nguồn để người Việt biến tấu thành món "phở bò" quốc hồn quốc túy của Việt Nam , tuy nhiên qua khảo sát từ các nhà chuyên môn thì khẩu vị và cách thức chế biến của hai loại món ăn này cũng có khác nhau về cơ bản. Bên cạnh đó, người Hoa ở Chợ Lớn (Thành phố Hồ Chí Minh) cũng đã mang theo nền ẩm thực Hoa đến quảng bá ở mảnh đất này từ rất lâu và mặc nhiên được xem là nét đặc sắc của văn hóa ẩm thực địa phương (Sài Gòn) . Các món kho, hấp, chiên, xào chảo, chưng, hầm, tiềm, các loại bánh theo phong cách Hoa đã được người gốc Hoa giới thiệu và đã hòa nhập rất sâu vào nền ẩm thực tại địa phương (Sài Gòn) . Ở chiều ngược lại, những sản vật đặc thù tại địa phương đã được thêm vào các thành phần nguyên liệu chế biến món ăn, thay thế cho các thành phần nguyên liệu vốn cần để chế biến món ăn đó mà ở địa phương lại không có. Song song đó, những món ẩm thực của người Việt gốc Hoa cũng được tùy biến điều chỉnh về hương vị cho phù hợp hơn với khẩu vị của người Việt bản địa, nhưng vẫn giữ căn bản đặc trưng của món ăn đó. Do đó, đơn cử một món ăn "cơm xào thập cẩm" của người Việt gốc Hoa tại Việt Nam sẽ có thể khác biệt với món "cơm xào thập cẩm" nguyên bản Trung Hoa về thành phần và hương vị. Các phương pháp chế biến món ăn của người Việt và người Hoa cũng lại rất giống nhau, đơn cử như cách chế biến nước dùng (nước lèo) từ xương heo hầm (hoặc xương gà); các loại cơm hoặc món sợi (mì, hủ tiếu, miến, bún) cũng khá tương đồng trong chế biến và các nguyên liệu chính (thịt thái nhỏ, thịt băm, và đồ lòng động vật).

### Truyền thông

Logo báo Sài Gòn Giải phóng tiếng Hoa

Hiện tại ở Thành phố Hồ Chí Minh có một ấn bản Hoa văn của tòa báo Sài Gòn Giải Phóng là tờ "Tây Cống Giải Phóng nhật báo" (tiếng Trung: 西貢解放日報; bính âm: Xīgòng jiěfàng rìbào; Việt bính: sai1 gung3 gaai2 fong3 jat6 bou3) xuất bản hàng ngày nhằm phục vụ cho cộng đồng người Việt gốc Hoa. Về phát thanh, Đài Tiếng nói Nhân dân Thành phố Hồ Chí Minh (VOH) có mục tin tức bằng tiếng Quảng Đông và tiếng Quan thoại phát thanh hàng ngày trong tuần phục vụ cộng đồng người Việt gốc Hoa, và một chương trình ca khúc tiếng Hoa phát thanh định kỳ.

## Những Hoa kiều nổi tiếng (đương đại)
Hoa kiều ở Việt Nam do nguyên nhân khách quan nên rất ít hoặc không tham gia chính trị ở nước sở tại; ngược lại Hoa kiều lại đóng góp rất đáng kể trong các lĩnh vực kinh doanh, văn hóa, giải trí, thể thao ... Một số lượng đáng kể những doanh nghiệp do Hoa kiều làm chủ đã đóng góp một phần rất lớn cho nền kinh tế Việt Nam thời kỳ đổi mới, trong đó chủ đạo là cộng đồng doanh nghiệp của người Hoa tại Thành phố Hồ Chí Minh nắm giữ vai trò kinh doanh quan trọng trên thị trường. Trên địa bàn Thành phố Hồ Chí Minh, trong số lượng hàng trăm ngàn doanh nghiệp trên địa bàn thành phố, thì số doanh nghiệp gốc Hoa đã chiếm đến 30% tổng số lượng doanh nghiệp đăng ký kinh doanh. Có thể đơn cử một số người Việt gốc Hoa tiêu biểu:
- Thích Duy Lực - thiền sư, dịch giả Phật học uyên thâm.
- Phương Mỹ Chi - ca sĩ
- Nguyễn Tế Công - Sư tổ hệ phái Vịnh Xuân quyền Việt Nam
- Trần Kim Thành - doanh nhân, người sáng lập kiêm chủ tịch hội đồng quản trị công ty cổ phần Kinh Đô
- Lâm An Dậu - doanh nhân, người sáng lập kiêm chủ tịch công ty cổ phần Vĩnh Tiến.
- Trịnh Đồng - doanh nhân, người sáng lập kiêm chủ tịch công ty cổ phần Đại Đồng Tiến.
- Lâm Bội Minh - doanh nhân , nhà sáng lập công ty cổ phần Phúc Long Heritage ( nổi tiếng với thương hiệu chuỗi cà phê & trà Phúc Long)
- Đặng Văn Thành - doanh nhân, người sáng lập và nguyên chủ tịch hội đồng quản trị Ngân hàng thương mại cổ phần Sài Gòn Thương Tín.
- Cô Gia Thọ - doanh nhân, chủ tịch hội đồng quản trị công ty cổ phần tập đoàn Thiên Long (nổi tiếng với thương hiệu bút bi Thiên Long).
- Ông Dục Sơ - doanh nhân, người sáng lập và giám đốc công ty trách nhiệm hữu hạn Tân Hiệp Hưng
- Thái Tuấn Chí - doanh nhân, chủ tịch hội đồng quản trị kiêm tổng giám đốc công ty cổ phần tập đoàn Thái Tuấn.
- Kao Siêu Lực - doanh nhân, sáng lập viên và chủ tịch tập đoàn bánh kẹo thực phẩm ABC (Đức Phát)
- Lương Vạn Vinh - doanh nhân, sáng lập viên, tổng giám đốc công ty cổ phần hóa-mỹ phẩm Mỹ Hảo
- Trần Duy Hy - doanh nhân, tổng giám đốc công ty nhựa Duy Tân
- Lý Ngọc Minh - doanh nhân, sáng lập viên và tổng giám đốc công ty gốm sứ Minh Long
- Trương Mỹ Lan - doanh nhân, người sáng lập và chủ tịch HĐQT tập đoàn Vạn Thịnh Phát, bị kết án tử hình vì nhiều tội danh khác nhau
- Tăng Minh Phụng - doanh nhân, bị kết án tử hình vì nhiều tội danh khác nhau
- Liên Khui Thìn - doanh nhân, bị kết án tử hình vì nhiều tội danh khác nhau, nhưng được chuyển về chung thân.
- Vưu Khải Thành - doanh nhân, người sáng lập và chủ tịch hội đồng thành viên công ty TNHH Bình Tiên (thương hiệu giầy dép Biti's)
- Đỗ Long - doanh nhân, người sáng lập - tổng giám đốc công ty TNHH Sản xuất hàng tiêu dùng Bình Tân (Bita's)
- Trần Tuấn Nghiệp - doanh nhân, Tổng giám đốc - phó Chủ tịch hội đồng quản trị tập đoàn thép Hữu Liên Á Châu
- Trang Sở Lương - doanh nhân, người sáng lập và tổng giám đốc công ty TNHH Cao Phong (nổi tiếng với thương hiệu Siêu thị Điện máy - Nội thất Chợ Lớn)
- Trương Ty - doanh nhân, người sáng lập và tổng giám đốc công ty TNHH Nệm Vạn Thành
- Lý Siêng - doanh nhân, người sáng lập - tổng giám đốc công ty TNHH Nhơn Hòa (thương hiệu cân Nhơn Hòa).
- Quách Thái Công - doanh nhân, nhà thiết kế nội thất, chủ sở hữu Công ty Thiết kế Thái Công Interior Design
- Diệp Dũng, doanh nhân
- Hồ Dzếnh - nhà thơ
- Vương Hồng Sển - nhà văn hóa
- Lý Lan - dịch giả
- Lâm Quang Ky - tướng Nhà Nguyễn
- Trần Văn Lắm - chính khách
- Lương Định Của - nhà bác học
- Lý Đức - vận động viên thể hình hạng cân 80 kg, vô địch châu Á 5 năm liên tiếp (1997-2001)
- Lương Chủ Tình - vận động viên nghệ thuật múa lân sư rồng, vô địch giải Lân sư rồng toàn châu Á 2017
- Giang Brothers - cặp vận động viên giữ kỷ lục Guinness Thế giới nội dung giữ thăng bằng 2 người
- Lam Trường - ca sĩ, giám khảo âm nhạc, diễn viên
- Lương Chí Cường - ca sĩ, giải nhất cuộc thi Tiếng hát truyền hình TP. HCM 1996
- Tăng Thanh Hà - diễn viên điện ảnh
- Lương Bích Hữu - ca sĩ, thành viên hai nhóm nhạc Ngũ Long Công Chúa và H.A.T
- Ưng Đại Vệ - ca sĩ, nhà sản xuất âm nhạc, thành viên nhóm nhạc GMC
- Hứa Vĩ Văn - ca sĩ, người mẫu, diễn viên, thành viên nhóm nhạc GMC
- Ông Cao Thắng - ca sĩ, diễn viên, thành viên nhóm nhạc Weboys
- Trấn Thành - diễn viên, MC nổi tiếng, nhà biên kịch, nhà sản xuất phim
- Đàm Vĩnh Hưng - ca sĩ (có bà nội là người Hoa Phúc Kiến)
- Huỳnh Uyển Ân - diễn viên
- Châu Đăng Khoa - nhạc sĩ
- Khổng Tú Quỳnh - ca sĩ
- Suboi - rapper (có mẹ là người gốc Hoa)
- Liên Bỉnh Phát - diễn viên
- Trịnh Thăng Bình - ca sĩ
- Kim Anh - ca sĩ
- Trương Hán Minh - họa sĩ, nghệ nhân tranh thủy mặc
- Phùng Há - nghệ sĩ cải lương hồ quảng, danh hiệu NSND
- Tăng Phúc - ca sĩ
- Tăng Bảo Quyên - người mẫu ảnh, diễn viên
- Tiêu Châu Như Quỳnh - ca sĩ, cháu của Lam Trường
- La Thành - diễn viên hài
- Mai Tài Phến - diễn viên
- Lâm Quế Phi - Top 25 Hoa hậu Thế giới Việt Nam 2019, Top 10 Hoa hậu Các dân tộc Việt Nam 2022
- Lý Hùng - diễn viên
- Châu Tuyết Vân - vận động viên và võ sĩ Taekwondo - 5 lần đoạt HCV Giải vô địch thế giới, 2 HCV Giải vô địch châu Á, đoạt HCV 6 kỳ SEA Games.
- Tăng Gia Nhi - tiktoker
- Cao Triều Phát - Giáo Tông Danh Dự của Cao Đài Minh Chơn Đạo, Đại Biểu Quốc Hội Việt Nam Dân Chủ Cộng Hoà